# Unelle Snyman
Unelle Snyman, née le 25 mars 1996, est une judokate sud-africaine.

## Palmarès
| Année | Compétition            | Lieu   | Résultat | Catégorie         |
| ----- | ---------------------- | ------ | -------- | ----------------- |
| 2018  | Championnats d'Afrique | Tunis  | 3e       | Moins de 78 kg    |
| 2018  | Championnats d'Afrique | Tunis  | 3e       | Toutes catégories |
| 2019  | Championnats d'Afrique | Le Cap | 2e       | Moins de 78 kg    |
| 2019  | Jeux africains         | Rabat  | 2e       | Moins de 78 kg    |